# Tomba del Moro (Granera)
La Tomba del Moro és un jaciment medieval que es troba a Granera (Moianès), inclòs a l'Inventari del Patrimoni Arqueològic i Paleontològic de Catalunya.
Es tracta d'una sepultura excavada a la roca d'època altmedieval o anterior.
Es una sepultura antropomòrfica amb una mida corresponent a un adult situada a l'extrem meridional del Serrat del Moro, a prop i al nord de la masia de l'Otzet.
S'hi accedeix des del camí que, sortint de l'Otzet cap al nord emprèn una forta pujada, al capdamunt de la qual el camí més fressat gira 90 graus cap a ponent. En aquest lloc, un camí més perdut continua cap al nord, i acaba de pujar fins a un replanet de roques. Cal agafar en aquest lloc un corriol cap a llevant, que mena a l'extrem d'una petita cinglera, formada principalment per dues roques. A la més oriental de les dues es troba la Tomba del Moro.

## Etimologia
Deu el seu nom a la vella creença popular que totes les coses antigues són dels temps dels moros.